# Commission on Elections
De Commission on Elections (beter bekend als COMELEC) is een onafhankelijk overheidsorgaan in de Filipijnen dat verantwoordelijk is voor de uitvoering van de verkiezingen in de Filipijnen. COMELEC is in 1940 opgericht op basis van een amendement van de Filipijnse grondwet uit 1935. De commissie bestaat uit een voorzitter die wordt geassisteerd door vijf commissieleden.

## Voorzitters
| Naam                      | Van              | Tot              | Benoemd door            |
| ------------------------- | ---------------- | ---------------- | ----------------------- |
| Pedro Concepcion          | 1 september 1940 | 11 mei 1941      | Manuel Quezon           |
| Jose Lopez Vito           | 13 mei 1941      | 7 mei 1947       | Manuel Quezon           |
| Vicente de Vera           | 9 april 1947     | 10 april 1951    | Manuel Roxas            |
| Domingo Imperial          | 14 augustus 1951 | 31 maart 1958    | Elpidio Quirino         |
| Jose Carag                | 19 mei 1958      | 20 juni 1959     | Carlos Garcia           |
| Gaudencio Garcia          | 12 mei 1960      | 20 juni 1962     | Carlos Garcia           |
| Juan Borra                | 2 augustus 1962  | 20 juni 1968     | Diosdado Macapagal      |
| Manuel Arranz             | 18 oktober 1968  | 2 juni 1969      | Ferdinand Marcos        |
| Jaime Ferrer              | 20 juni 1969     | 28 mei 1973      | Ferdinand Marcos        |
| Leonardo Perez            | 20 mei 1973      | 17 mei 1980      | Ferdinand Marcos        |
| Vicente Santiago jr.      | 17 mei 1980      | 17 mei 1985      | Ferdinand Marcos        |
| Victorino Sabellano       | 20 mei 1985      | 24 maart 1986    | Ferdinand Marcos        |
| Ramon Felipe jr.          | 11 juli 1986     | 3 februari 1988  | Corazon Aquino          |
| Hilario Davide jr.        | 15 februari 1988 | 7 december 1989  | Corazon Aquino          |
| Haydee Yorac              | 8 december 1989  | 5 juni 1991      | Corazon Aquino          |
| Christian Monsod          | 6 juni 1991      | 15 februari 1995 | Corazon Aquino          |
| Bernardo Pardo            | 17 februari 1995 | 8 oktober 1998   | Fidel Ramos             |
| Harriet Demetriou         | 11 januari 1999  | 15 februari 2001 | Joseph Estrada          |
| Alfredo Benipayo          | 19 februari 2001 | 4 juni 2002      | Gloria Macapagal-Arroyo |
| Benjamin Abalos           | 5 juni 2002      | 1 oktober 2007   | Gloria Macapagal-Arroyo |
| Resurreccion Borra        | 2 oktober 2007   | 2 februari 2008  | Gloria Macapagal-Arroyo |
| Romeo Brawner             | 2 februari 2008  | 24 maart 2008    | Gloria Macapagal-Arroyo |
| Jose Melo                 | 25 maart 2008    | 15 januari 2011  | Gloria Macapagal-Arroyo |
| Sixto Brillantes jr.      | 17 januari 2011  | 2 februari 2015  | Benigno Aquino III      |
| Andres Bautista           | 28 april 2015    | 23 oktober 2017  | Benigno Aquino III      |
| Sheriff Abas              | 23 mei 2018      | 2 februari 2022  | Rodrigo Duterte         |
| Saidamen Balt Pangarungan | 8 maart 2022     | 3 juni 2022      | Rodrigo Duterte         |
| George Erwin M. Garcia    | 1 augustus 2022  |                  | Ferdinand Marcos jr.    |